# Saropogon clausus
Saropogon clausus là một loài ruồi trong họ Asilidae. Saropogon clausus được Becker miêu tả năm 1906.